# Раффаеле Мінік'єлло
Раффаеле Мінік'єлло (італ. Raffaele Minichiello, нар. 1 листопада 1949, Меліто-Ірпіно, Італія) — морський піхотинець США, який 1969 року викрав літак і захоплений літак пролетів рекордну відстань — від Лос-Анджелеса до Риму.

## Біографія
Народився в Італії, 1962 року його сім'я емігрувала до США й оселилася у Сіетлі. 1967 року кинув школу і вступив добровольцем до Корпусу морської піхоти США, після чого його направили на війну у В'єтнамі. Після поранення у квітні 1969 року переведений для проходження подальшої служби на базу Кемп-Пендлтон в Каліфорнії.
Невдовзі він вирішив, що йому недоплатили $200 грошового забезпечення. У зв'язку з цим у травні 1969 року напідпитку він уночі пробрався до крамниці на своїй військовій базі і вкрав радіоприймачі та годинник якраз на $200. Його викрили і мали судити, але перед датою, яку призначили судовий процес, він дезертував.
31 жовтня 1969 року Мінік'єлло приїхав до Міжнародного аеропорту Лос-Анджелес, маючи при собі самозарядну гвинтівку M1 Garand і 250 набоїв (за іншими даними, це була китайська трофейна гвинтівка, яку він привіз з В'єтнаму), і купив квиток на рейс авіакомпанії. Тоді в аеропортах ще не було металодетекторів, тому він спокійно проніс розібрану гвинтівку та патрони в сумці на борт літака Boeing 707. Після зльоту він у туалеті літака зібрав гвинтівку, потім наставив її на стюардесу і висунув вимогу, щоб літак летів у Рим. Не відразу вдалося пояснити йому, що для цього не вистачить палива, але все ж таки Мінік'єлло погодився на проміжні посадки для дозаправляння.
Спочатку літак приземлився в аеропорту Денвера. Там Мінік'єлло дозволив вийти всім 39 пасажирам. На борту залишилися лише члени екіпажу. Потім літак перелетів до нью-йоркського Міжнародного аеропорту імені Джона Кеннеді. Там літак оточили співробітники ФБР, які готувалися до штурму. Але Мінік'єлло вистрілив у стелю салону літака і літаку дозволили летіти далі. Як потім розповідав журналістам командир літака Дональд Кук, «План ФБР точно призвів би до загибелі всієї команди. Ми сиділи з цим хлопчиськом шість годин і спостерігали, як він із шаленого маніяка перетворюється на задоволеного та спокійного хлопця з почуттям гумору. А потім ці ідіоти, нічого не знаючи, вирішили, як з ним упоратися, і повністю зруйнували довірчі стосунки, які ми вибудовували шість годин».
Наступну посадку він здійснив в аеропорту міста Бангор у штаті Мен. Там його знову дозаправили, після чого він перелетів до аеропорту Шаннон в Ірландії. Після нового дозаправляння літак прилетів до аеропорту Риму. Мінік'єлло вимагав поставити літак на відстані від аеропорту і, щоб його зустрів поліціянт на автомобілі, один і без зброї. Ці вимоги виконали, Мінік'єлло взяв поліціянта в заручники і виїхав з ним з аеропорту в поліційній машині у бік Неаполя, де жив батько Раффаеле, який захворів на рак і повернувся на батьківщину, щоб померти там. Коли Мінік'єлло виявив, що їх переслідує поліція, він наказав пригальмувати, після чого втік. Якийсь час йому вдалося ховатися в сільській церкві, але 2 листопада 1969 року його там затримала поліція. Під час затримання він, як повідомлялося, заявив: «Земляки, чому ви мене заарештовуєте?».
Багато італійців сприйняли Мінік'єлло не як злочинця, а як свого роду народного героя — багатьом подобалася його відданість батькові, ним захоплювалися дівчата. Одна 17-річна італійка заявила журналісту: «Він навіть краще ніж Джуліано Джемма. Я б хотіла вийти за нього заміж».
Мінік'єлло відмовилися видати в США, італійський суд засудив його до семи з половиною років в'язниці, але потім апеляційна інстанція скоротила цей термін до трьох з половиною років, тому він провів у в'язниці лише півтора року.
Повідомлялося, що про нього збиралися зняти фільм, де головну роль зіграє він сам. Але фільм так і не був знятий, а Мінік'єлло після виходу з в'язниці став працювати офіціантом і барменом. Він одружився з дочкою власника бару і відкрив власний ресторанчик, у нього народився син. 1985 року під час пологів другої дитини його дружина померла. Бажаючи привернути громадську увагу до проблеми медичної недбалості, він задумав взяти в заручники учасників конференції лікарів і роздобув зброю. Але друг захопив його читанням Біблі і Мінік'єлло відмовився від свого плану.
2009 року, до 40-річчя викрадення літака, Мінік'єлло запросив до себе до Італії в гості своїх колишніх заручників. Приїхали лише стюардеса Шарлін Делмоніко та другий пілот Венцель Вільямс. Мінік'єлло попросив вибачення і подарував їм по примірнику Нового Заповіту зі словами каяття та цитатою з Євангелія: «Отче, відпусти їм, бо не знають, що чинять вони!».
Як повідомлялося, вийшов на пенсію і живе в рідному Меліто-Ірпіно поблизу Неаполя; виклав у YouTube кілька відео, де він грає на акордеоні.